# Гудзій Микола Каленикович
Гудзі́й, Мико́ла Кале́никович  (*21 квітня (3 травня) 1887  — 29 жовтня 1965)  — російський[джерело?] радянський учений, літературознавець українського походження. Науковець Інституту світової літератури ім. О. М. Горького АН СРСР та Інституту літератури АН УРСР.

## Біографія
Народився в м. Могилеві-Подільському (Вінницька область). В 1911 р. закінчив слов'яно-російське відділення історико-філологічного факультету Київського університету. Ще будучи студентом друкує свою першу наукову статтю «Прения живота и смерти» и новый украинский его список» (1910 р.). По закінченні навчання Гудзій залишається працювати в Київському університеті.
З 1918 р. працює викладачем в Таврійському університеті (м. Сімферополь). З 1922 р. — професор Московського університету. Протягом 1938–1947 рр. очолює відділ давньої російської літератури і літератури XVIII ст. в Інституті світової літератури ім. О. М. Горького АН СРСР. У 1957—1963 рр. завідує відділом давньої української літератури Інституту літератури АН УРСР.
Помер М. К. Гудзій 29 жовтня 1965 р.

## Наукова діяльність
У своїх наукових дослідженнях Гудзій основну увагу приділяв вивченню давньої літератури з часів Київської Русі до XVIII ст. Гудзієм було складено російськомовну хрестоматію давньої російської літератури Хрестоматія по давній російській літературі XI—XVII століть (рос. Хрестоматия по древней русской литературе XI — XVII веков) (1935) та російськомовний підручник Історії давньоруської літератури (рос. История древнерусской литературы) (1938).
Важливою працею Гудзія є Література Київської русі та україно-російське літературне єднання XVII—XVIII століть (рос. Литература Киевской Руси и украино-русское литературное единение XVII-XVIII веков), де, у дусі російсько-радянської ідеології, ним було тенденційно доведено спільність російської та української мови, а стародавні пам'ятки літератури Київської Русі було охарактеризувано як «спільне надбання північного та південного плем'їв» (i.e., росіян та українців).
Серед наукових інтересів Гудзія особливе місце займало «Слово о полку Ігоревім». Гудзій є автором цілого ряду праць, присвячених різним аспектам дослідження цієї літературної пам'ятки. В 1938 р. він виступив ініціатором святкування 750-річчя написання твору.
Гудзій був одним із редакторів 90-томного видання творів російського письменника Льва Толстого (текстологічно опрацював 10 томів).
Гудзій був редактором наукової праці виданої 1960 року Леонідом Махновцем 'Українські інтермедії XVII—XVIII ст. Гудзій також був головою редколегії зібрання творів Тараса Шевченка та Василя Стефаника.